# Kalari Kaval, Magadi
Kalari Kaval là một làng thuộc tehsil Magadi, huyện Ramanagara, bang Karnataka, Ấn Độ.